# Darko Nikač
Darko Nikač (ur. 15 września 1990 w Titogradzie) – czarnogórski piłkarz grający na pozycji napastnika, zawodnik KF Gjilani.

## Życiorys

### Kariera klubowa
Karierę rozpoczął w 2000 w Budućnosti. W 2009 został włączony do pierwszego zespołu. W tym samym roku został wypożyczony do Mladosti Podgorica. We wrześniu 2014 przeszedł do FK Grbalj Radanovići. W styczniu 2015 został zawodnikiem indyjskiego klubu Pune FC. W czerwcu 2015 wrócił do Czarnogóry, gdzie podpisał kontrakt z Budućnostią Podgorica.
Następnie był zawodnikiem klubów: MTK Budapest FC, ponownie FK Budućnost Podgorica, Navbahor Namangan, FK Iskra Danilovgrad i Teuta Durrës.
7 stycznia 2020 podpisano kontrakt z kosowskim klubem KF Gjilani, bez odstępnego.

### Kariera reprezentacyjna
Nikač grał w młodzieżowych reprezentacjach Czarnogóry do lat 19 i 21. 17 listopada 2013 zadebiutował w seniorskiej kadrze w wygranym 4:1 meczu z Luksemburgiem.

## Sukcesy
- Mistrzostwo Czarnogóry (2): 2011/2012, 2016/2017
- Puchar Czarnogóry (1): 2012/2013